# USS Flusser (DD-20)
USS Flusser (DD–20) – amerykański niszczyciel typu Smith będący w służbie United States Navy w czasie I wojny światowej. Nazwa okrętu pochodziła od Charlesa Williamsona Flussera.
Okręt zwodowano 20 lipca 1909 w stoczni Bath Iron Works w Bath (Maine), matką chrzestną była Genevieve Virden, daleka krewna patrona okrętu. Jednostka weszła do służby 28 października 1909, pierwszym dowódcą został Lieutenant Commander J. P. Morton.
"Flusser" dotarł do Charleston, swojego portu macierzystego, 17 grudnia 1909 i rozpoczął pełnienie normalnej pokojowej służby w składzie Flotylli Torpedowej Atlantyku (ang. Atlantic Torpedo Fleet), która w ciągu następnych lat została wielokrotnie przemianowana. Pływał na obszarze od Karaibów do wybrzeża Nowej Anglii do sierpnia 1916, gdy rozpoczął rejsy w składzie patroli neutralności w pobliżu Nowego Jorku i Long Island Sound.
Po remoncie w Nowym Orleanie na początku 1917 "Flusser" pełnił służbę eskortową na wschodnim wybrzeżu USA do 30 lipca 1917, gdy opuścił Charleston na 2 miesiące służby oceanicznego eskortowca i patrolowca. Bazował wtedy w Ponta Delgada na Azorach. Następnie pełnił podobną służbę z Brestu we Francji. Pływał po wodach kanału La Manche pomiędzy 22 października 1917 i 9 grudnia 1918. Do Charleston wrócił 31 grudnia. Został wycofany ze służby w Filadelfii 14 lipca 1919 i sprzedany na złom 21 listopada 1919.